# Mesacanthion pali
Mesacanthion pali is een rondwormensoort uit de familie van de Thoracostomopsidae.